# Palau Mercader
|  | No s'ha de confondre amb Palau Mercaders o Palau dels Mercader. |

El Palau Mercader és un edifici situat al carrer de Lledó, 11 de Barcelona, catalogat com a bé cultural d'interès local.

## Història

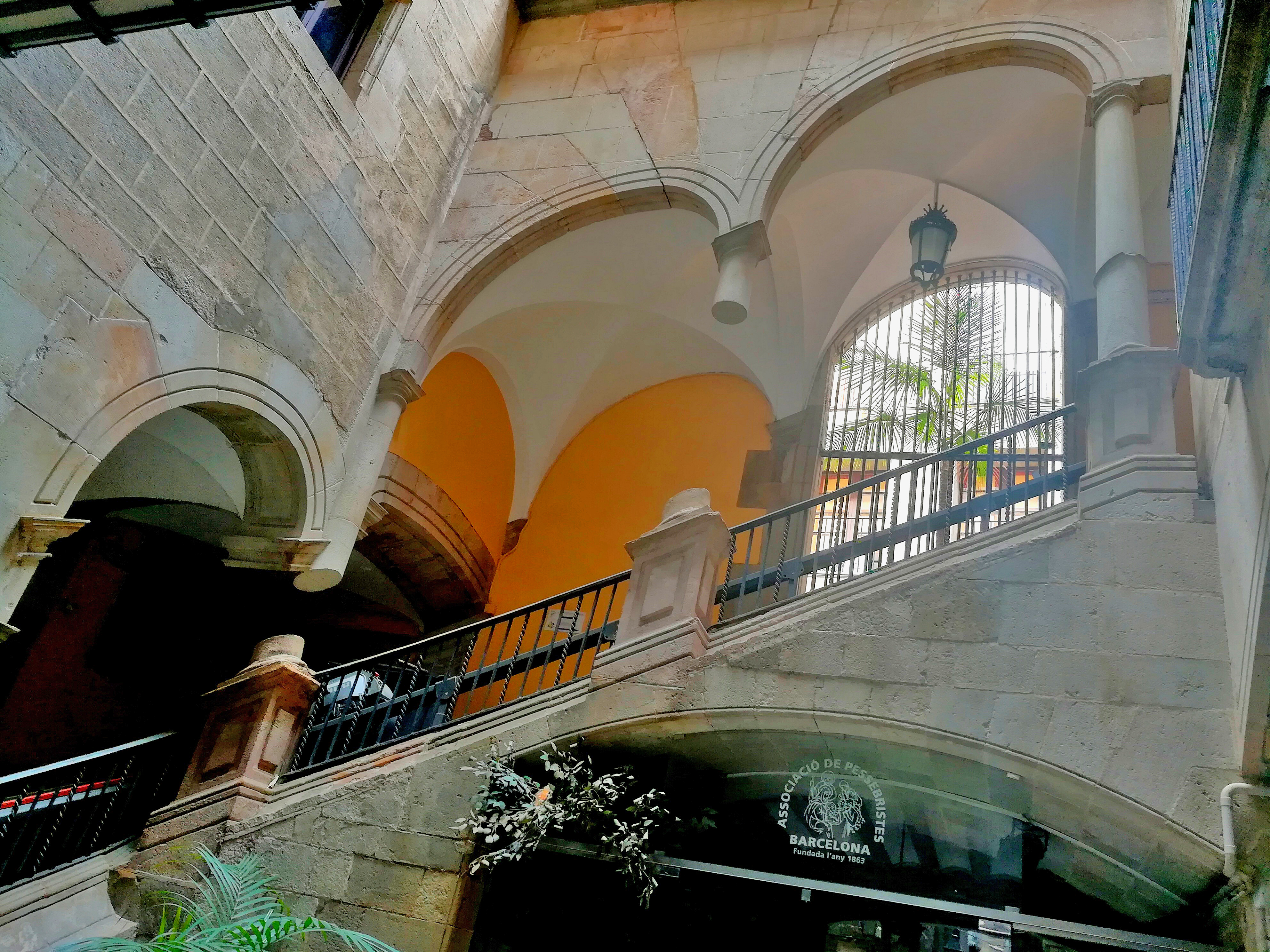
Escala amb les columnes trencades

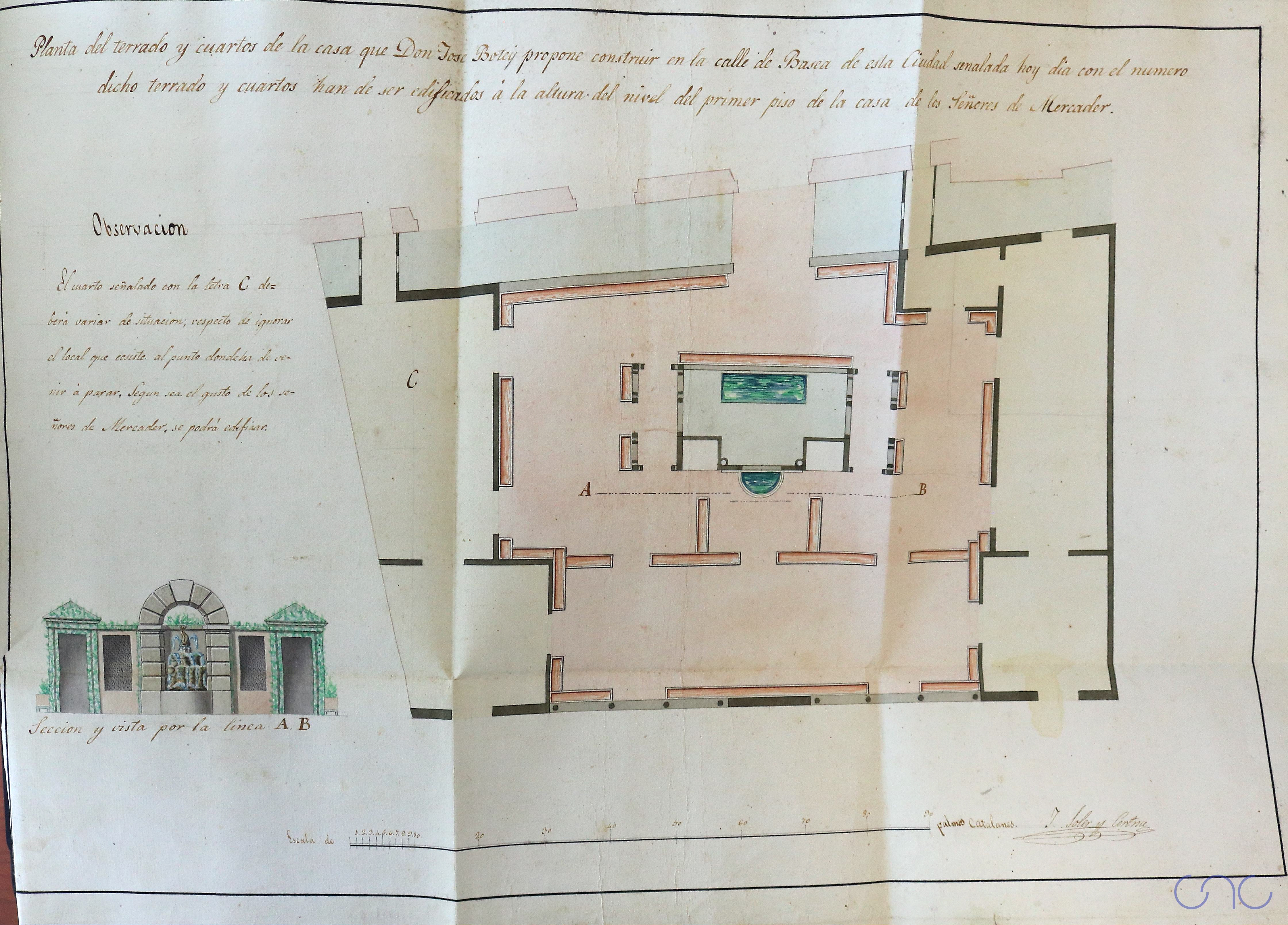
Planta del terrat del carrer de Basea

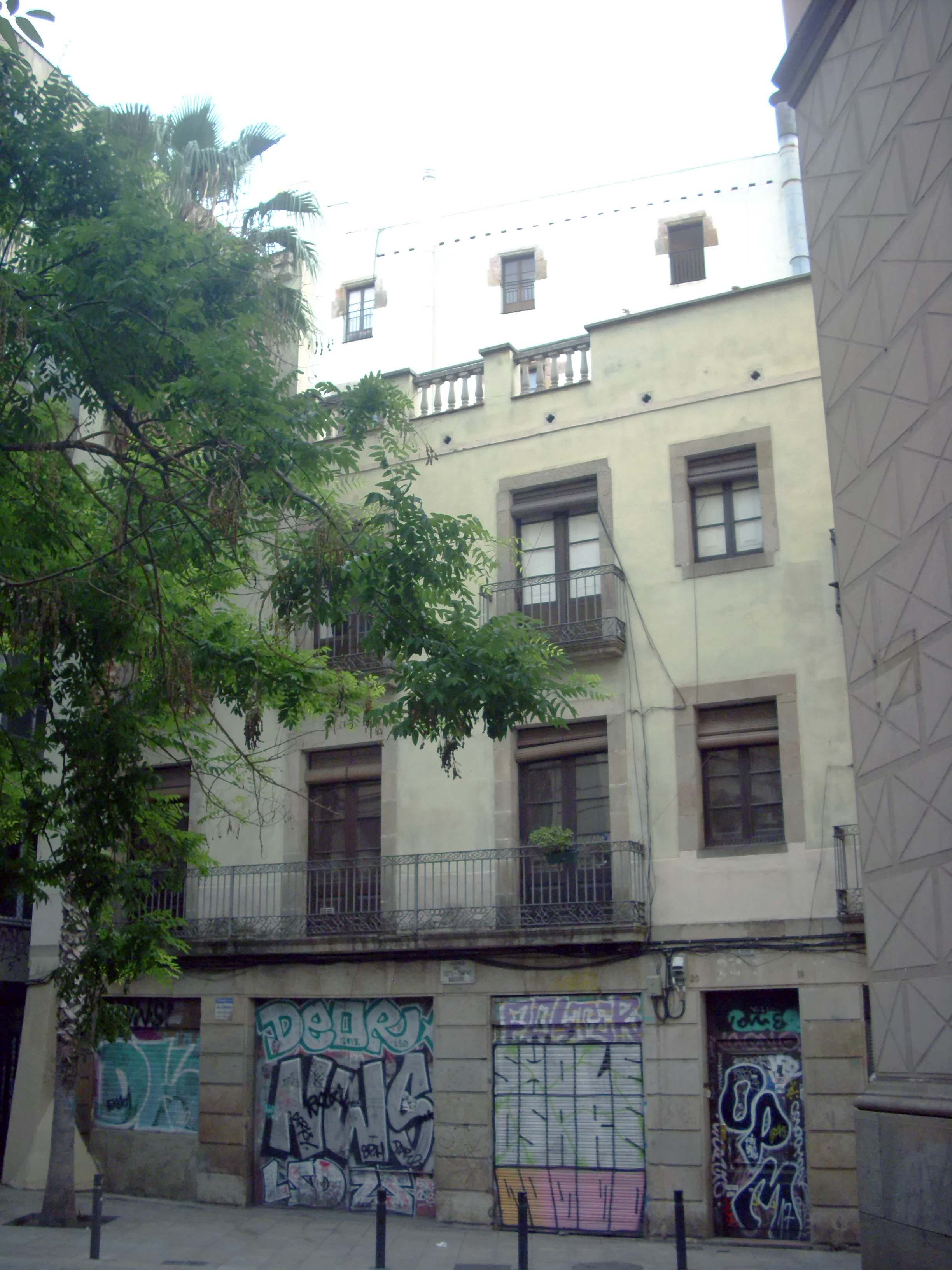
Façana del carrer del Sotstinent Navarro (antigament Basea)

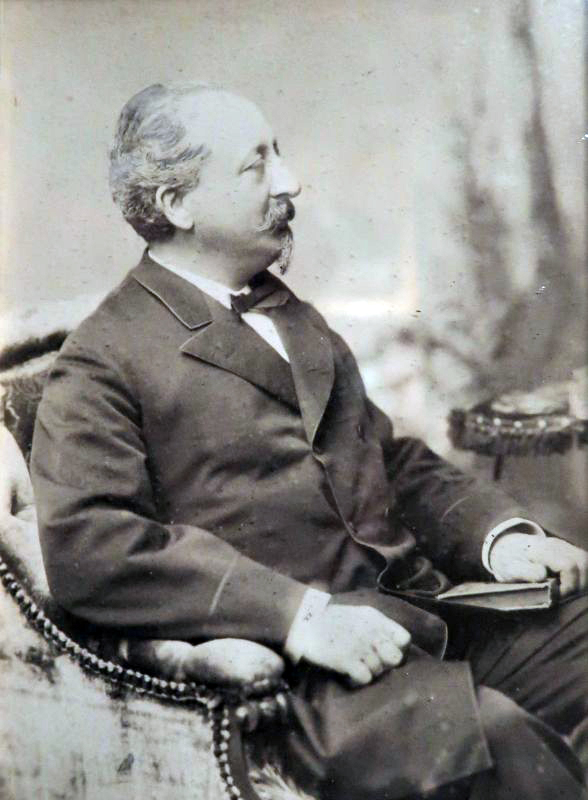
Retrat de Joaquim de Mercader i de Bell-lloc

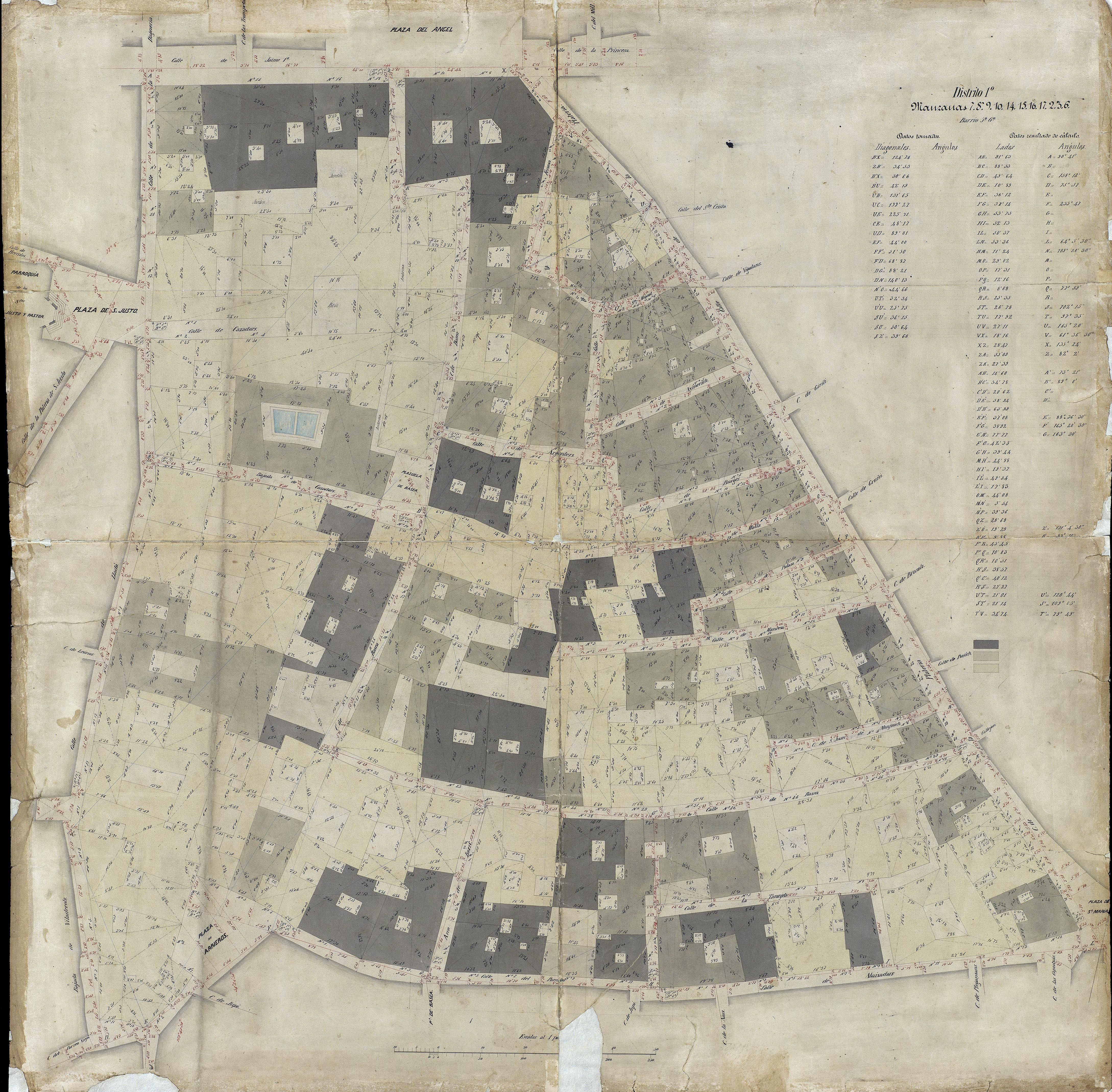
Quarteró núm. 16 de Garriga i Roca (c. 1860)

Josep de Sadurní i Nadal (†1757) era un comerciant ennoblit que va reunir un extens patrimoni, que incloïa una finca a Cornellà i una casa al carrer de Basea. El 1759, el seu fill i hereu Jeroni de Sadurní i Cànovas va adquirir a Gaietà Maria Pignatelli i de Rubí-Corbera-Santcliment, marquès de Rubí, una finca al carrer de Lledó, i el 1760 va demanar llicència per a obrir-hi vuit balcons i posar-hi guardarrodes. L'obra fou encarregada al mestre de cases Joan Garrido i Bertran i l'any següent era acabada.
El 1763, Jeroni de Sadurní va adquirir una finca contigua al carrer de Basea a Llorenç Pi i Colomer, negociant de Mataró. El 1764, la seva germana Maria es va casar amb Felip de Mercader i Saleta, passant a viure al nou palau, que el 1768 fou ampliat cap al carrer de Basea pel mateix Garrido, el fuster Manuel Serramalera i el pintor Miquel Miedes.
Jeroni de Sadurní va morir sense fills, i el seu patrimoni passà a mans del seu nebot Josep Ignasi de Mercader i de Sadurní (1767-1833), casat amb Maria Antònia Novell i de Càrcer. El seu fill Ramon de Mercader i de Novell (1789-1840) es va casar amb Mercè de Bell-lloc i de Portell, que el 1844, ja vídua, i el seu pare Josep, com a tutors legals del seu fill Joaquim de Mercader i de Bell-lloc (1824-1904), menor d'edat, i per tal de reedificar el cos del carrer de Basea, que es trobava en estat ruïnós, van establir-lo en emfiteusi al fuster Josep Botey i Soler. El nou edifici fou encarregat al mestre d'obres Joan Soler i Cortina, que un any abans havia projectat les cases veïnes dels núms. 14-16 tot i que el 1845 la balustrada fou redissenyada per l'arquitecte Josep Oriol Mestres.
L'hereu Joaquim es va casar el 1848 i va marxar de la casa familiar, però el 1853 es va instal·lar al segon pis després de reformar-lo. La reclamació de 100 duros anuals pel lloguer donà peu a un litigi amb la seva mare, que morí el 1854. Hi tenia un museu zoològic i d'antiguitats, traslladat primer al palau neomudèjar que es va fer construir al passeig de Gràcia (1872), obra de Jeroni Granell, i posteriorment a la seva residència d'estiueig a Cornellà.
Ofegat pels deutes, el 1861 vengué la propietat del palau i el cens sobre la casa del carrer de Basea a les germanes Carmelites de la Caritat Paula Delpuig i Gelabert i Antònia Torres i Vilaseca per 49.700 duros, dels quals 45.800 foren destinats a pagar els creditors. El 1863, les noves propietàries van encarregar al mestre d'obres Narcís Nuet la remunta d'un tercer pis i hi van instal·lar el Col·legi de Sant Rafael i l'Asil de Serventes.
Actualment, la finca segueix sent propietat de les monges, tot i que una part està habilitada com a Escola Superior de Turisme, i una altra és utilitzada com seu dels Pessebristes de Barcelona.

## Descripció
El palau pròpiament dit presenta una planta rectangular que s'estén entre el carrer de Lledó i les torres 29 i 30 de la muralla, tot disposant d'un celobert al voltant del qual es desenvolupen les dependències dels diversos nivells (planta baixa, entresòl, principal, primer i segon pis). A nivell del primer pis i a la banda del carrer del Sotstinent Navarro, hi ha una gran terrassa des de la que es pot observar la gran façana posterior, en la que encara es conserven les finestres de pedra amb llinda recta i muntants motllurats. Aquesta terrassa es desenvolupa sobre un cos de planta baixa i dos pisos, rematat amb una balustrada al centre i un balcó a cada costat (corresponents a sengles ales avui desaparegudes), que constitueix una finca independent de la del palau.
L'accés es realitza a través d'una gran portalada a l'eix central de la façana del carrer de Lledó, la qual dona pas a un gran vestíbul cobert amb bigues de fusta. A continuació es desenvolupa un gran arc escarser adovellat de pedra que imposta a sobre d'uns pilars petis de fust motllurat. Aquest vestíbul s'obre al gran pati descobert, on es localitza l'escala noble d'accés a la planta principal. L'escala noble del pati està construïda en pedra, disposa de dos trams, coberta amb un seguit de voltes d'aresta i és un dels millors exemples d'escala coberta barroca per l'originalitat del seu projecte. Al primer replà de l'escala es localitza un porta amb llinda i muntants de pedra que dona accés a un seguit d'espais, originàriament els estudis de la casa. Aquests es configuren com un nivell entremig de la planta baixa i la noble, tot obrint les seves finestres al pati i a la façana del carrer de Lledó. L'escala aboca a un petit replà on es localitza la porta d'entrada a la planta noble. Aquesta porta es caracteritza per la seva composició de mig punt, feta íntegrament en pedra, amb un òcul ovalat i a sota d'aquest, un escut d'armes.
A la planta noble es troben les dependències de l'Escola Superior de Turisme. Una escala que arrenca al passadís del primer pis dona accés al pis superior, on es troben diverses dependències administratives i aules de l'actual escola. Un dels espais més emblemàtics és el pati interior localitzat a la planta noble, accessible des de l'interior d'aquest nivell i que comunica amb el celobert i l'escala noble a través d'un gran finestral. Tot i les modificacions i l'estat de deteriorament que presenta avui dia, els testimonis conservats apunten a un espai en origen ricament decorat. Encara són visibles a les façanes els testimonis dels esgrafiats que revestien els paraments i que estaven policromats amb tonalitats vermelles, verdes, blaves i grogues de gran bellesa. Els motius decoratius eren a base de franges de color i motllures i emmarcaments d'inspiració vegetal que envoltaven diverses figures, actualment quasi desaparegudes. Les finestres estaven emmarcades amb aquest acabament d'esgrafiat i a sobre de la llinda de les portes es disposaven unes carteles, avui dia quasi imperceptibles ja.
El pati constitueix per la fesomia de la seva escala noble, un dels millors exemples d'escala coberta de l'arquitectura domèstica benestant barroca. L'escala (de dos trams i tota de pedra) es configura amb un seguit d'arcs amb rosca de dovelles motllurada, que al primer tram es recolzen a sobre d'un gran pilar petri motllurat. Però sense cap mena de dubte l'element més destacable de l'escala és el darrer tram, que tram disposa de tres columnes, dues de les quals es troben voluntàriament trencades. Aquesta escala està dissenyada segons els principis de l'arquitectura oblíqua de Caramuel, coberta amb trams de volta d'aresta sobre arcs rampants que arrenquen dels capitells inclinats de pilastres i columnes. La columna localitzada a l'angle on es desenvolupa el replà de l'escala, presenta menys alçada que la resta i té el fust tallat en sentit ascendent. Aquest model (que es repeteix a la columna central) crea un efecte òptic d'inestabilitat a la construcció per la manca d'una secció del fust. Aquest recurs és possible perquè les columnes no tenen cap funció estructural sinó purament decorativa. Destaca també d'aquesta escala la seva barana que combina elements de ferro (barrots llisos i helicoidals) amb altres de pedra que configuren la base de les columnes.
La façana que dona al carrer de Lledó destaca especialment pels esgrafiats que revesteixen els murs a partir de la planta baixa. Aquesta està realitzada íntegrament en pedra i s'hi localitza la porta d'accés a la casa i les finestres dels estudis. A partir d'aquest nivell, les obertures es configuren com a balcons amb volada de pedra i barana de ferro que combina barrots llisos amb d'altres helicoidals. Destaca especialment el treball de la pedra en les peces que configuren les llindes i els muntants, als quals es disposa una motllura decorativa. El mur es troba revestit amb un esgrafiat de tonalitats clares que al voltant de les obertures es configura com un emmarcament i que es completa amb un seguit d'elements verticals que semblen imitar una mena de franges o pilastres amb un remat mixtilini.